# Fabas (Haute-Garonne)
Fabas település Franciaországban, Haute-Garonne megyében. Lakosainak száma 199 fő (2022. január 1.). Fabas Castelgaillard, Coueilles, Eoux, Labastide-Paumès, Lussan-Adeilhac, Peyrissas, Polastron, Saint-André, Saint-Frajou és Salerm községekkel határos.

## Népesség
A település népességének változása:
| Lakosok száma | 277  | 244  | 206  | 211  | 208  | 206  | 201  | 200  | 200  | 199  |
|               | 1968 | 1982 | 1990 | 2006 | 2013 | 2015 | 2017 | 2019 | 2020 | 2022 |